# 涅槃謬誤
涅槃謬誤（英語：nirvana fallacy）或完美主義謬誤（perfectionist fallacy）是一種非形式謬誤，係宣稱某個解決方案因為無法做到涅槃（完美），所以該方案便没用。較白話的詮釋是：「因為這做法不完美，所以這做法便没用」。
涅槃谬误用来攻击任何与之相反的观点，其通过创造一个错误的二分法，提出一个显然比一般解决方法有利的选择，但同时又是完全不可采信的选择；更确切地说，它是在一种现实的可实现的可能性和另一种可能在某种程度上“更好”但不现实的解决方案之间来选择后者。
與完美主義謬誤相對的是權宜主義謬誤。

## 說明
涅槃謬誤是一廂情願論證的一種表現方式，因其與現實解決方案比較的完美方案是假想而現實上無法做到的，進而認定現實解決方案沒有用而予以否定，是種一廂情願的信念。
涅槃謬誤是基於非黑即白論證的預設所形成，它預設了只能在「放棄」和「完美地完成」之中二選其一，而事實上放棄與否和完美與否之間並無必然關係，二者之外仍可能存在其他可行但不完美的方案。
如果涅槃謬誤宣稱某方案不完美之處是潛在風險未被消除，則屬因噎廢食，像是「死刑的存在可能造成冤獄錯殺，既然無法完全避免冤獄，因此該廢除死刑」的說法，就被一些人認為是因噎廢食的例子。另外一種涅槃謬誤的例子：既然死刑無法完全嚇阻犯罪，還是會有人犯下會被判死刑的罪，那死刑一點用也沒有，因此該廢除死刑。

## 示例
例一
禁止未滿18歲飲酒有什麼意義呢？他們總是有辦法弄到酒精！(科學研究顯示未成年飲酒對於生理危害程度較成年飲酒大因此制定相關法律，「禁止未滿18歲飲酒不會使未滿18歲飲酒人數降至0，因此無意義」和前述論證的敘述無關)
例二
騎乘機車戴安全帽一樣會因此有人死於交通事故，所以戴安全帽沒有用。（認為強制戴安全帽沒有讓機車車禍死亡率降至0就沒有用，適用完美主義謬論）
例三
防酒駕有什麼意義呢？反正天天都還是有人酒駕。（防制酒駕的法律實行後，酒駕數與酒駕致死人數有顯著減少，因為沒有直接降至0就說沒意義，是標準的完美主義謬論）

### 引用
1. ↑  曹長青. . 風傳媒. 2016-04-07  [2020-08-26]. （原始内容存档于2019-11-12） （中文（臺灣））.
2. ↑  .   [2021-11-15]. （原始内容存档于2021-11-15）.

## 外部連結
- （英文）nirvana fallacy（页面存档备份，存于）